# Manuel García-Rulfo
Manuel García-Rulfo Lapuente (nascut el 25 de febrer de 1981) és un actor mexicà. És conegut pel seu paper protagonista com a advocat Mickey Haller a la sèrie de televisió de drama legal The Lincoln Lawyer des del 2022. Anteriorment va aparèixer en pel·lícules com Cake (2014) i Els set magnífics (2016) i al programa de televisió From Dusk till Dawn: The Series (2014–2015).

## Primrs anys
García-Rulfo va néixer a Zapopan (Jalisco), Mèxic. Va créixer en un ranxo a Jalisco, on va aprendre a muntar a cavall. En un moment donat, va anar a Vermont per estudiar anglès.Va estudiar a la Universidad del Valle de Atemajac on es va especialitzar en comunicació, abans de descobrir el seu interès pel cinema. Va estudiar a la Acadèmia de Cinema de Nova York, però va decidir tornar a Mèxic per continuar la seva carrera d'actor.

## Carrera
Garcia-Rulfo va fer la seva primera gran pel·lícula nord-americana amb Bless Me, Ultima, en el paper de l'oncle Pedro. El 2016, va interpretar el fora de la llei Vásquez, un dels personatges principals, al remake de Els set magnífics. El paper li va exigir que s'entrenés amb armes de foc, cosa que ell considerava difícil, tot i que va declarar: "Em van sortir butllofes, però va ser divertidíssim". In 2017, El 2017, va coprotagonitzar l'adaptació de Kenneth Branagh de Murder on the Orient Express, interpretant Biniamino Márquez, un personatge que es va originar a la novel·la com a Antonio Foscarelli i que va ser adaptat específicament per a ell.
A principis del 2021, García-Rulfo va ser escollit com a Mickey Haller en una adaptació televisiva de The Lincoln Lawyer per a Netflix, substituint Logan Marshall-Green. Protagonitzarà la propera pel·lícula de la franquícia Jurassic Park, Jurassic World Rebirth.

## Filmografia

### Cinema
| Any  | Títol                              | Paper             | Notes                     |
| ---- | ---------------------------------- | ----------------- | ------------------------- |
| 2006 | Valle de lágrimas                  | José              | curtmetratge              |
| 2007 | Maquillaje                         | Mario             |                           |
| 2009 | La última y nos vamos              | Cristian          |                           |
| 2010 | 180°                               | Salvador Díaz     |                           |
| 2011 | Poor Soul                          | Alan              | curtmetratge              |
| 2013 | Bless Me, Ultima                   | Uncle Pedro       |                           |
| 2014 | Cake                               | Arturo            |                           |
| 2015 | Missed Trains                      | Him               | curtmetratge              |
| 2016 | Term Life                          | Pedro             |                           |
| 2016 | Els set magnífics                  | Vasquez           |                           |
| 2016 | La vida inmoral de la pareja ideal | Lucio             |                           |
| 2016 | Mexiwood                           | Axel Garcia       |                           |
| 2017 | Murder on the Orient Express       | Biniamino Marquez |                           |
| 2018 | Sicario: Day of the Soldado        | Gallo             |                           |
| 2018 | Widows                             | Carlos Perelli    |                           |
| 2018 | Perfectos desconocidos             | Mario             |                           |
| 2019 | Mary                               | Mike Alvarez      |                           |
| 2019 | 6 Underground                      | Javier / Three    |                           |
| 2020 | Greyhound                          | Lopez             |                           |
| 2021 | Sweet Girl                         | Amo Santos        |                           |
| 2021 | El rey de todo el mundo            | Manuel            |                           |
| 2022 | Dos Estaciones                     | Pepe              |                           |
| 2022 | A Man Called Otto                  | Tommy             |                           |
| 2024 | Pedro Páramo                       | Pedro Páramo      | També productor executiu. |
| 2025 | Jurassic World Rebirth             | Reuben Delgado    | Post-producció            |

### Televisió
| Any          | Títol                           | Paper            | Notes                         |
| ------------ | ------------------------------- | ---------------- | ----------------------------- |
| 2011         | El encanto del águila           | Padre Pro        | 1 episodi                     |
| 2012         | Ralph Inc.                      | Barrio Mexico    | 1 episodi                     |
| 2013         | Touch                           | Father Esteban   | 1 episodi                     |
| 2013         | Alguien Más                     | Gabriel          | Main cast                     |
| 2014–2015    | From Dusk till Dawn: The Series | Narciso Menendez | Recurring role (seasons 1–2)  |
| 2016         | L.A. Series                     | Junior           | TV movie                      |
| 2018         | Goliath                         | Gabriel Ortega   | Paper recurrent (temporada 2) |
| 2022–present | The Lincoln Lawyer              | Mickey Haller    | Paper principal               |